# Valentina Artem'eva
Valentina Evgen'evna Artem'eva (in russo Валентина Евгеньевна Артемьева?; Novosibirsk, 8 dicembre 1986) è un'ex nuotatrice russa.
Specializzata nella rana, ha vinto due medaglie d'oro alle Europei in vasca corta di Fiume 2008, nei 50 m e nei 100 m rana.

## Palmarès
- Europei in vasca corta

Fiume 2008: oro nei 50m rana e nei 100m rana.
Eindhoven 2010: bronzo nei 50m rana.
Stettino 2011: oro nei 50m rana e nei 100m rana e argento nella 4x50m misti.
- Universiadi

Shenzen 2011: bronzo nei 50m rana.
Kazan 2013: bronzo nei 50m rana.